# Viña

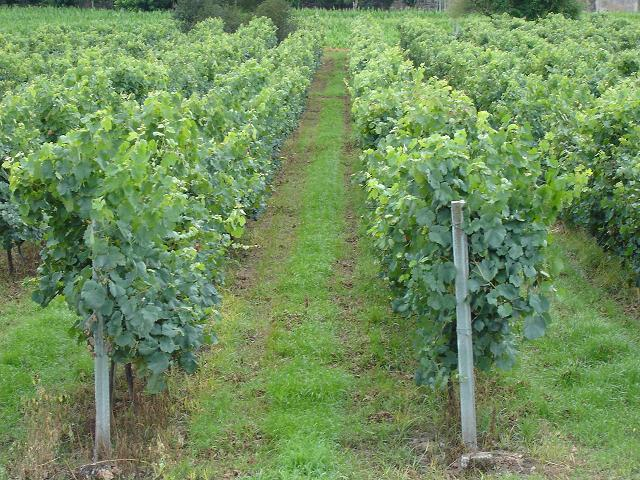
Viña emparrada o de espaldera.

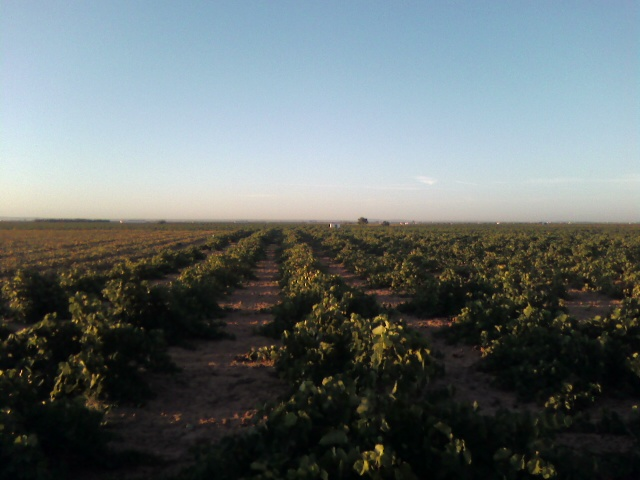
Viña cultivada en cepas.

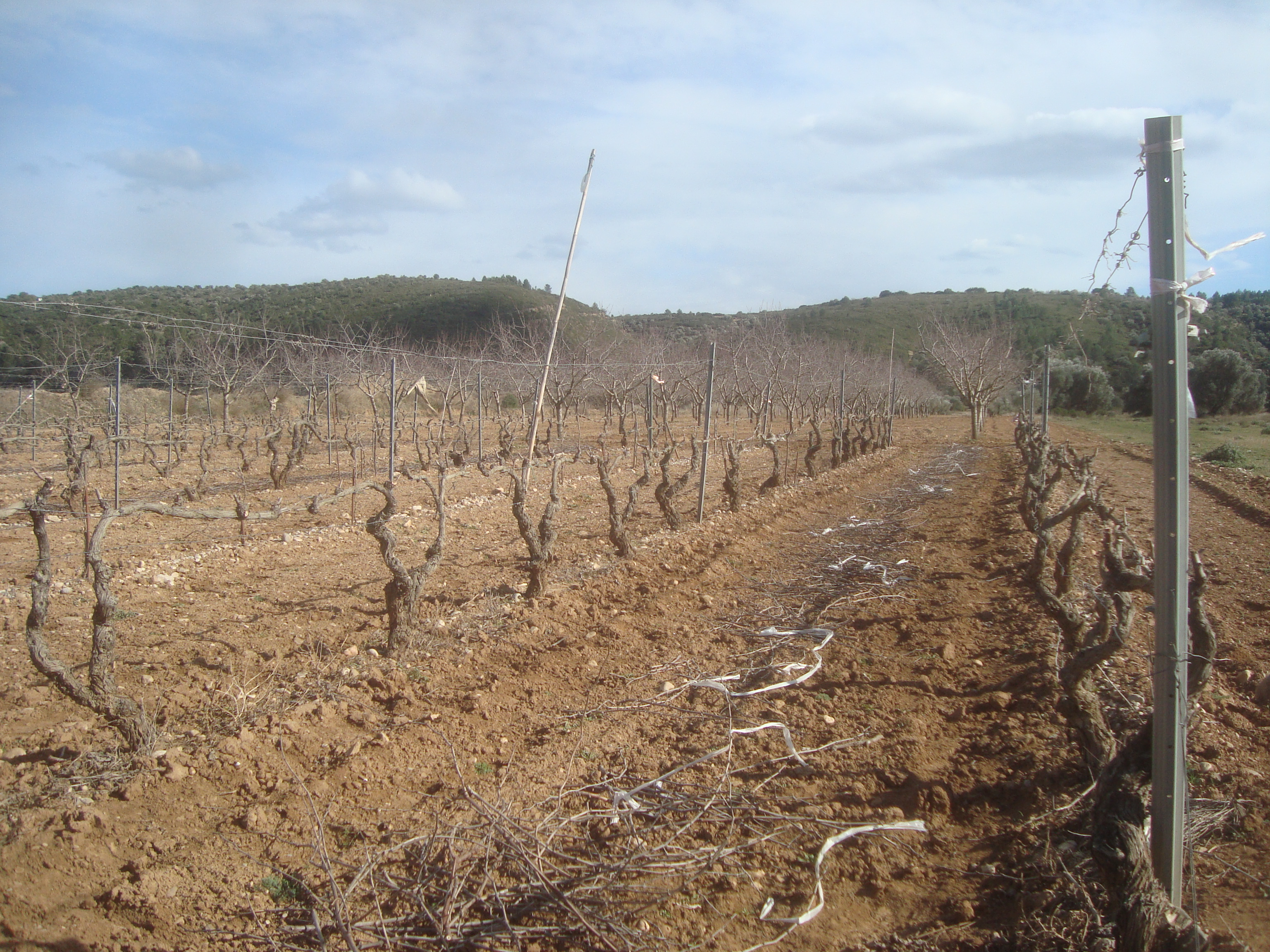
Plantación de viña en tiempo de poda, término municipal de Vilafamés.

Una viña o viñedo es una plantación de vides (Vitis vinifera) para la producción de uvas de mesa o de vino.
Las plantaciones de uva para vino eran tradicionalmente de secano, llegando a estar prohibido el riego en algunas denominaciones de origen. Este hecho dio nombre a los «melocotones de viña», famosos por su sabor intenso debido a la ausencia de riego.
Las vides de uva de vino se solían plantar en cepa baja, y bastante separadas unas de otras (dos o más metros entre plantas). En la actualidad es más frecuente la plantación en hileras con espaldera o emparrado, aunque en La Mancha sigue siendo muy común el cultivo de la vid en cepa. Las uvas de mesa normalmente se plantan en parra o con algún otro sistema de guiado y suelen regarse.
En Chile, la palabra «viña» se utiliza para identificar al total del proyecto vitivinícola, incluso como figura legal, por lo que vale decir que una viña es la empresa que contiene al viñedo, instalaciones y empleados que trabajan en su desarrollo.
El cultivo sistemático se conoce como viticultura, es una rama de la ciencia de la horticultura, que se basa en la producción de vino, es decir, la enología que tiene como objetivo la elaboración de un buen vino, teniendo en cuenta su aroma, color, textura y sabor.
Los viñedos pueden tener diversas características como el tipo de uva cultivada, la época y el ambiente donde se encuentre, todos estos factores hacen de cada viñedo diferente a los demás, sin mencionar la producción que se da después de la recolección de las uvas.

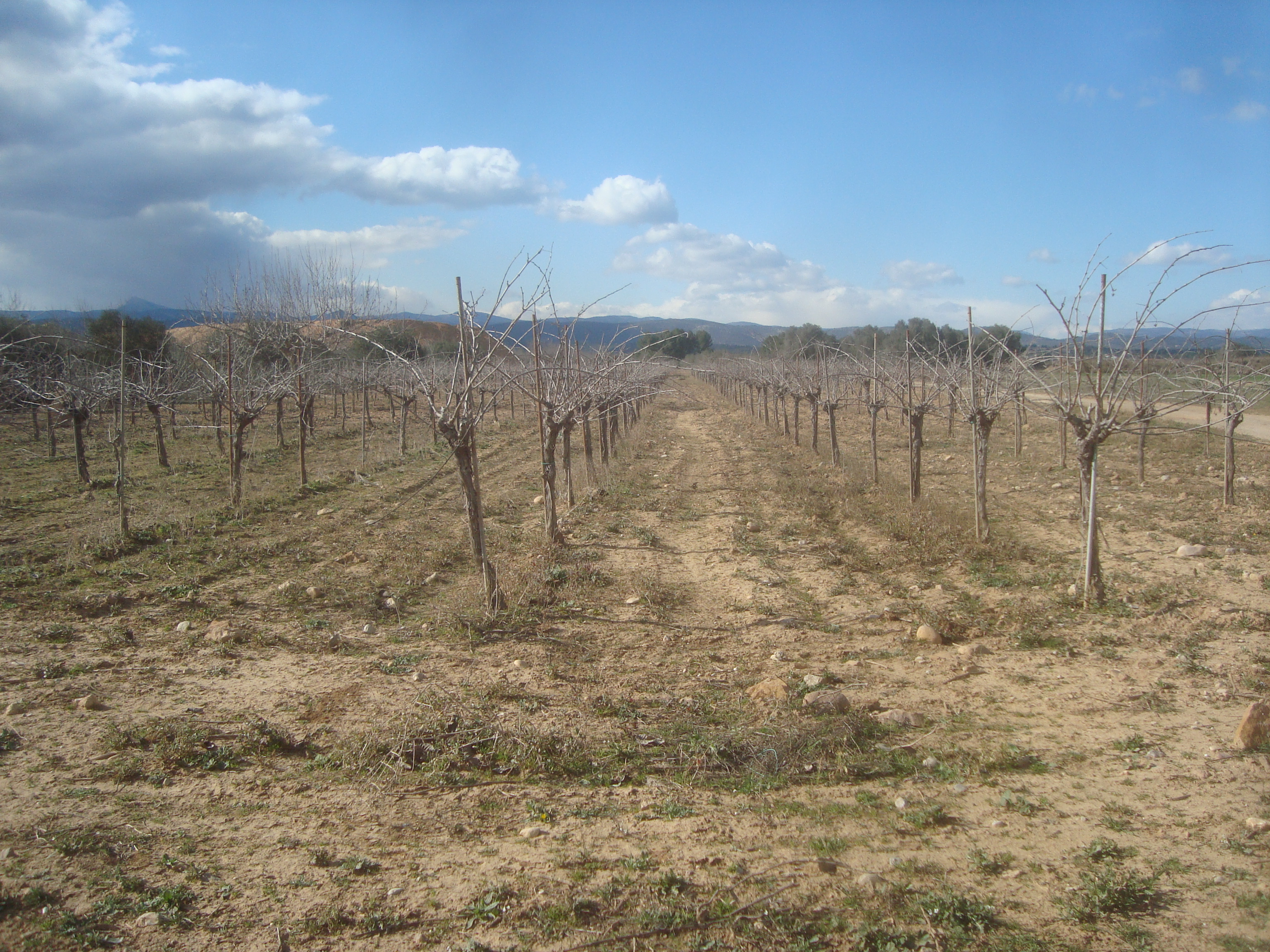
Campo de viña en la estación de invierno, término municipal de Vilafamés.

## Véase también

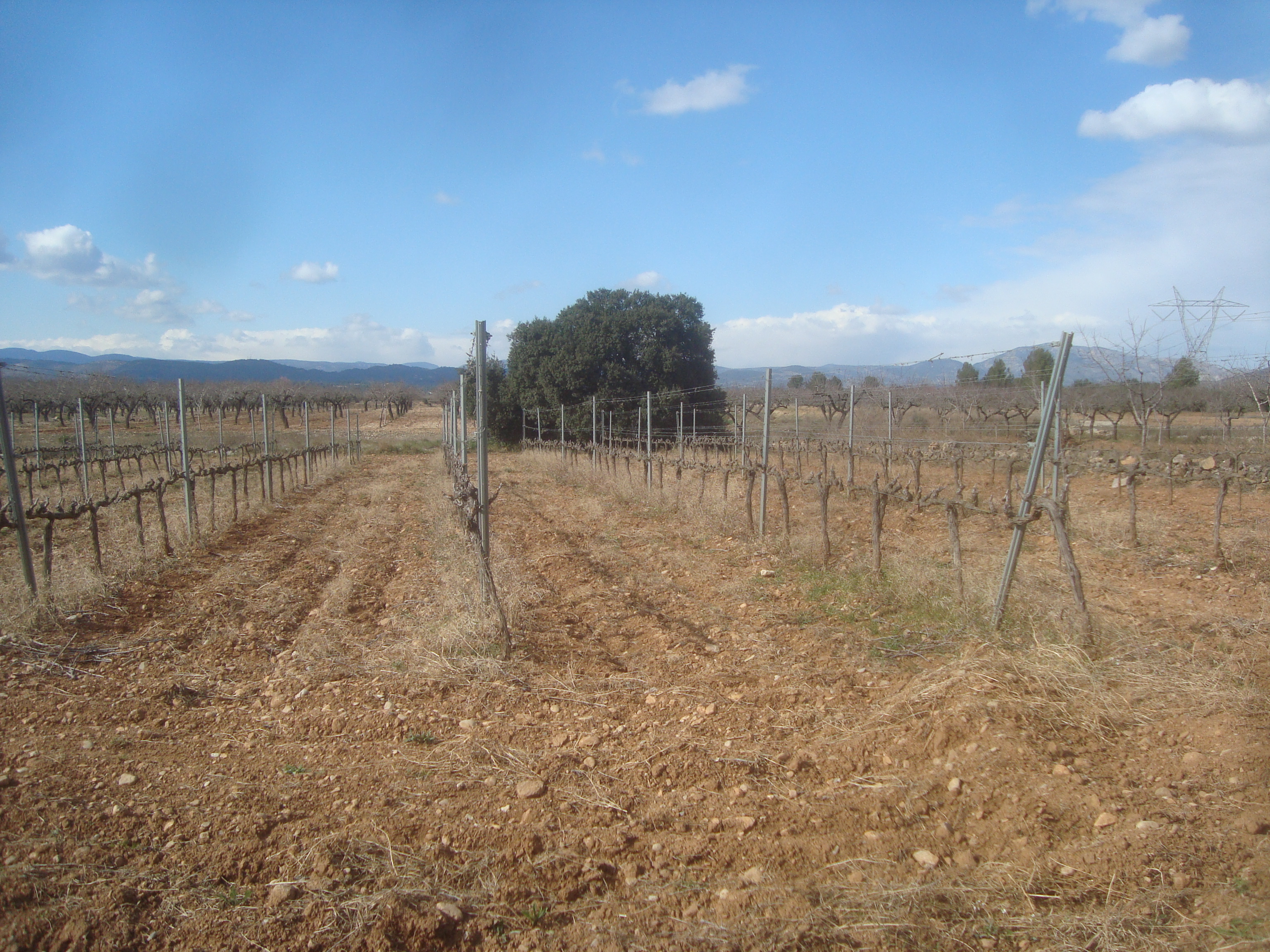
Campo de viña.